# Evarcha nigricans
Evarcha nigricans là một loài nhện trong họ Salticidae.
Loài này thuộc chi Evarcha. Evarcha nigricans được Raymond Comte de Dalmas miêu tả năm 1920.